# UBE2J2
UBE2J2 (англ. Ubiquitin conjugating enzyme E2 J2) – білок, який кодується однойменним геном, розташованим у людей на 1-й хромосомі. Довжина поліпептидного ланцюга білка становить 259 амінокислот, а молекулярна маса — 28 898.
| 10         |  | 20         |  | 30         |  | 40         |  | 50         |
| ---------- |  | ---------- |  | ---------- |  | ---------- |  | ---------- |
| MSSTSSKRAP |  | TTATQRLKQD |  | YLRIKKDPVP |  | YICAEPLPSN |  | ILEWHYVVRG |
| PEMTPYEGGY |  | YHGKLIFPRE |  | FPFKPPSIYM |  | ITPNGRFKCN |  | TRLCLSITDF |
| HPDTWNPAWS |  | VSTILTGLLS |  | FMVEKGPTLG |  | SIETSDFTKR |  | QLAVQSLAFN |
| LKDKVFCELF |  | PEVVEEIKQK |  | QKAQDELSSR |  | PQTLPLPDVV |  | PDGETHLVQN |
| GIQLLNGHAP |  | GAVPNLAGLQ |  | QANRHHGLLG |  | GALANLFVIV |  | GFAAFAYTVK |
| YVLRSIAQE  |  |            |  |            |  |            |  |            |

A: Аланін

C: Цистеїн

D: Аспарагінова кислота

E: Глутамінова кислота

F: Фенілаланін

G: Гліцин

H: Гістидин

I: Ізолейцин

K: Лізин

L: Лейцин

M: Метіонін

N: Аспарагін

P: Пролін

Q: Глутамін

R: Аргінін

S: Серин

T: Треонін

V: Валін

W: Триптофан

Кодований геном білок за функцією належить до трансфераз. 
Задіяний у таких біологічних процесах, як відповідь на порушення конформації білку, убіквітинування білків, альтернативний сплайсинг. 
Білок має сайт для зв'язування з АТФ, нуклеотидами. 
Локалізований у мембрані, ендоплазматичному ретикулумі.